# Pârâul Nou, Homorod
Pârâul Nou este un curs de apă afluent al râului Homorod. 

## Hărți
- Harta Județul Satu Mare